# Briosne-lès-Sables
Briosne-lès-Sables är en kommun i departementet Sarthe i regionen Pays de la Loire i nordvästra Frankrike. Kommunen ligger i kantonen Bonnétable som tillhör arrondissementet Mamers. År 2022 hade Briosne-lès-Sables 537 invånare.

## Befolkningsutveckling
Antalet invånare i kommunen Briosne-lès-Sables
| Referens: INSEE |